# Walter Hopps
Pour les articles homonymes, voir Hopps.
Walter Hopps est un commissaire d'exposition américain né  le 3 mai 1932 en Californie et mort à Los Angeles le 20 mars 2005. Il a organisé plus de cent expositions d'art moderne aux États-Unis consacrées essentiellement à l'art du XXe siècle, dont la première rétrospective consacré au pop art. Il a fait connaître les artistes californiens de sa génération et s'inscrit dans une conception moderne et non-conformiste de l'exposition inspirée par Marcel Duchamp où le commissaire d'exposition est lui-même à l'origine de l'acte artistique. 

## Biographie
Walter Hopps ouvre sa première galerie d'art, le Sydnell Studio, au début des années 1950, alors qu'il est encore étudiant à l'Université de Californie à Los Angeles. Il est également agent artistique alors de musiciens de jazz comme Gerry Mulligan. Hopps organise au Sydnell Studio les expositions Action 1 et Action 2 qui inaugure son style d'expositions expérimentales ouvertes sur des artistes ou des publics extérieurs au monde de l'art. Il fonde en 1957 la Ferus Gallery à Los Angeles où il fait connaître les artistes Ed Kienholz, George Herms et Wallace Berman. Il est ensuite directeur du Pasadena Museum of Art (aujourd'hui Norton Simon Museum) entre 1963 et 1967. Il y montre les premières rétrospectives américaines de Kurt Schwitters, Joseph Cornell et Marcel Duchamp. Il organise également l'exposition New Painting of Common Objects qui est la première rétrospective du pop art américain (Andy Warhol, Roy Lichtenstein, Jim Dine, Ed Ruscha, Joe Goode, Wayne Thiebaud). Il devient directeur du Washington Gallery of Modern Art. Il réalise une exposition, en 1978, dans laquelle l'espace est ouvert pendant trente-six heures aux œuvres de tous les artistes ou non-artistes qui répondront à son annonce (Thirty-Six Hours). Il est directeur en 1980 de la Fondation de Jean et Dominique de Ménil, puis directeur de la Menil Collection, le musée que les collectionneurs franco-américains ouvrent à Houston en 1987. Hopps est également éditeur du journal littéraire Grand Street. Il meurt à Los Angeles en 2005. La Fondation Ménil établit un prix pour le commissariat d'exposition : le Walter Hopps Award.